# A980-as autópálya (Németország)
Az A980-as autópálya (németül: Bundesautobahn 980) egy autópálya Németországban. Hossza 5 km.